# Equivalencia Suboficiales Fuerza Pública de Colombia
La homologación o equivalencia entre los grados de los suboficiales de las Fuerzas Militares de Colombia (Ejército, Fuerza Aérea, Armada) y la Policía Nacional de Colombia, se requiere para establecer el respeto entre el personal, la cortesía militar y policial, entre la Fuerza Pública; para la coordinación, la realización de procedimientos y operativos, de acuerdo con las exigencias para la conservación de la seguridad ciudadana, el restablecimiento del orden público y la defensa de la nación.

Homologación o equivalencia entre los grados de los Suboficiales
EJERCITO
ARMADA
FUERZA AÉREA
POLICÍA
Infantería de Marina
Suboficiales
Nivel Ejecutivo
Sargento Mayor de Comando Conjunto
Suboficial Jefe Técnico de Comando Conjunto
Sargento Mayor de Comando Conjunto
Técnico Jefe de Comando Conjunto
Sin equivalencia
Sin equivalencia
Sargento Mayor de Comando
Suboficial Jefe Técnico de Comando
Sargento Mayor de Comando
Técnico Jefe de Comando
Sin equivalencia
Sin equivalencia
Sargento Mayor
Suboficial Jefe Técnico
Sargento Mayor
Técnico Jefe
Sargento Mayor
Comisario
Sargento Primero
Suboficial Jefe
Sargento Primero
Técnico Subjefe
Sargento Primero
Subcomisario
Sargento Viceprimero
Suboficial Primero
Sargento Viceprimero
Técnico Primero
Sargento Viceprimero
Intendente Jefe
Sargento Segundo
Suboficial Segundo
Sargento Segundo
Técnico Segundo
Sargento Segundo
Intendente
Cabo Primero
Suboficial Tercero
Cabo Primero
Técnico Tercero
Cabo Primero
Subintendente
Cabo Segundo
Marinero Primero
Cabo Segundo
Técnico Cuarto
Cabo Segundo
Cabo Tercero
Marinero Segundo
Cabo Tercero
Aerotécnico
Sin equivalencia
Sin equivalencia